# Jane Keckley
Jane Keckley (Charleston, 10 settembre 1876 – South Pasadena, 14 agosto 1963) è stata un'attrice statunitense attiva fin dall'epoca del muto che, prima di dedicarsi al cinema, aveva cominciato la sua carriera sui palcoscenici teatrali e come attrice di vaudeville.

## Filmografia
- In the Shadow of the Pines, regia di Hobart Bosworth - cortometraggio (1911)
- Through Fire and Smoke, regia di Francis Boggs - cortometraggio (1911)
- The Totem Mark, regia di Otis Turner - cortometraggio (1911)
- Kit Carson's Wooing, regia di Francis Boggs - cortometraggio (1911)
- McKee Rankin's '49', regia di Hobart Bosworth - cortometraggio (1911)
- A Cup of Cold Water, regia di Hobart Bosworth - cortometraggio (1911)
- John Oakhurst, Gambler, regia di Hobart Bosworth (1911) - cortometraggio (1911)
- Coals of Fire, regia di Hobart Bosworth - cortometraggio (1911)
- A Painter's Idyl, regia di Hobart Bosworth - cortometraggio (1911)
- Lieutenant Grey of the Confederacy, regia di Francis Boggs - cortometraggio (1911)
- The New Superintendent, regia di Francis Boggs - cortometraggio (1911)
- A Spanish Wooing, regia di Frank Montgomery - cortometraggio (1911)
- The Night Herder, regia di Frank Montgomery - cortometraggio (1911)
- The Right Name, But the Wrong Man, regia di Frank Montgomery - cortometraggio (1911)
- A Frontier Girl's Courage, regia di Hobart Bosworth e Frank Montgomery - cortometraggio (1911)
- The Chief's Daughter, regia di Hobart Bosworth - cortometraggio (1911)
- George Warrington's Escape, regia di Hobart Bosworth - cortometraggio (1911)
- For His Pal's Sake, regia di Frank Montgomery - cortometraggio (1911)
- The Little Widow, regia di Francis Boggs - cortometraggio (1911)
- A Modern Rip, regia di Hobart Bosworth - cortometraggio (1911)
- The Secret Wedding, regia di Frank Montgomery - cortometraggio (1912)
- A Mysterious Gallant, regia di Frank Montgomery - cortometraggio (1912)
- A Broken Spur, regia di Frank Montgomery - cortometraggio (1912)
- The Danites, regia di Francis Boggs - cortometraggio (1912)
- As Told by Princess Bess, regia di Frank Montgomery - cortometraggio (1912)
- A Crucial Test, regia di Frank Montgomery - cortometraggio (1912)
- For Love, Life and Riches, regia di Frank Montgomery - cortometraggio (1912)
- A Shot in the Dark, regia di Ben F. Wilson - cortometraggio (1912)
- The Massacre of Santa Fe Trail, regia di Frank Montgomery - cortometraggio (1912)
- The Tattoo - cortometraggio (1912)
- Star Eyes' Stratagem, regia di Frank Montgomery - cortometraggio (1912)
- Trapper Bill, King of Scouts - cortometraggio (1912)
- A Red Man's Love, regia di Frank Montgomery - cortometraggio (1912)
- An Indian Ishmael
- Big Rock's Last Stand
- The Isle of Content, regia di George Nichols - cortometraggio (1915)
- The Circular Staircase, regia di Edward LeSaint (1915)
- The Winning of Jess, regia di Jack Bonavita e Frank Montgomery - cortometraggio (1915)
- The Homesteaders - cortometraggio (1916)
- Spooks, regia di Marshall Neilan - cortometraggio (1916)
- The Parson of Panamint, regia di William Desmond Taylor (1916)
- Redeeming Love
- Molly Entangled, regia di Robert Thornby (1917)
- Her Bargain, regia di Tom Ricketts[1] (1917)
- A Petticoat Pilot
- Huck and Tom, regia di William Desmond Taylor (1918)
- Sauce for the Goose
- The Girl of My Dreams
- Children of Banishment
- The Third Kiss
- The Soul of Youth
- Sweet Lavender
- Sacred and Profane Love
- Everything for Sale
- A Virginia Courtship
- Rags to Riches
- Are You a Failure?
- Just Like a Woman
- Only 38
- The Hill Billy
- Fair Week
- The Deadwood Coach
- The Mile-a-Minute Man
- The Lady in Ermine
- Il re dei re (The King of Kings)
- Il medico di campagna (The Country Doctor), regia di Rupert Julian (1927)
- The Angel of Broadway
- Aflame in the Sky
- On to Reno
- Harold Teen
- Walking Back
- Craig's Wife
- The Masked Angel
- Road House
- Donna pagana (The Godless Girl)
- Object: Alimony
- Vicini rumorosi (Noisy Neighbors), regia di Charles Reisner
- Detectives Wanted
- Dinamite
- The Lone Star Ranger
- Hide-Out
- Conspiracy, regia di Christy Cabanne (1930)
- Il cavaliere della libertà
- Birichina del gran mondo
- L'ultima carovana
- Ladies of the Big House
- Two Kinds of Women
- The Impatient Maiden
- The Miracle Man
- Laughter in Hell
- Goldie Gets Along
- Strange People
- Dance Hall Hostess
- Notorious But Nice
- One Year Later
- Curtain at Eight
- Murder on the Campus
- Gun Justice
- Verso Hollywood
- The Quitter
- Stolen Sweets
- City Limits
- I Give My Love
- The Tonto Kid
- The Curtain Falls
- The World Accuses
- Il velo dipinto
- A Shot in the Dark
- Il maggiordomo
- One in a Million
- Death from a Distance
- Ginger
- L'uomo dai diamanti
- The Throwback
- False Pretenses
- Al di là delle tenebre (Magnificent Obsession), regia di John M. Stahl (1935)
- Paddy O'Day
- Next Time We Love
- Tango
- The Bridge of Sighs
- Silly Billies
- Gentle Julia, regia di John G. Blystone (1936)
- La canzone di Magnolia (Show Boat), regia di James Whale (1936)
- Girl of the Ozarks
- And Sudden Death, regia di Charles Barton (1936)
- Pepper
- L'adorabile nemica
- La conquista del West (The Plainsman), regia di Cecil B. De Mille (1936)
- Il pugnale scomparso (Charlie Chan at the Opera), regia di H. Bruce Humberstone (1936)
- Roarin' Lead, regia di Sam Newfield, Mack V. Wright (1936)
- Laughing at Trouble, regia di Frank R. Strayer (1936)
- Pugno di ferro (Great Guy), regia di John G. Blystone (1936)
- Dick Tracy, regia di Alan James e Ray Taylor– serial cinematografico (1937)
- Paradise Express
- Git Along Little Dogies
- That I May Live, regia di Allan Dwan (1937)
- Gunsmoke Ranch, regia di Joseph Kane (1937)
- Dangerous Holiday, regia di Nicholas T. Barrows (1937)
- Anime sul mare (Souls at Sea), regia di Henry Hathaway (1937)
- I filibustieri
- Scandal Street, regia di James P. Hogan (1938)
- The Lone Ranger, regia di John English e William Witney - serial cinematografico (1938)
- Under Western Stars
- Six-Shootin' Sheriff
- Religious Racketeers
- Lightning Carson Rides Again
- Road Demon
- Tom Sawyer, Detective
- Convict's Code, regia di Lambert Hillyer (1939)
- I moschettieri della prateria
- Persons in Hiding
- Southward Ho!, regia di Joseph Kane (1939)
- Romance of the Redwoods
- The Night Riders, regia di George Sherman (1939)
- La via dei giganti
- The Rookie Cop
- La strage di Alamo
- Colorado Sunset
- Sabotage, regia di Harold Young (1939)
- Rovin' Tumbleweeds
- Pioneers of the West, regia di Lester Orlebeck (1940)
- Notte bianca (The Doctor Takes a Wife), regia di Alexander Hall (1940)
- Corralling a Schoolmarm
- Lo sconosciuto del terzo piano (Stranger on the Third Floor), regia di Boris Ingster (1940)
- Giubbe rosse (North West Mounted Police), regia di Cecil B. DeMille (1940)
- Eldorado
- Mr. District Attorney, regia di William Morgan (1941)
- Red Skins and Red Heads
- Magia della musica
- Tight Shoes
- The Musical Bandit
- Se mi vuoi sposami (Honky Tonk), regia di Jack Conway (1941)
- Buy Me That Town
- Dude Cowboy
- Accadde una sera
- Today I Hang
- South of Santa Fe, regia di Joseph Kane (1942)
- Riding the Wind, regia di Edward Killy (1942)